# 스프리스 카트라이더 3차리그
스프리스 카트라이더 3차리그는 대한민국의 3번째 카트라이더 리그이다.

## 개요

### 슬로건
My Play Ground! SPRIS!

### 일정
- 2006년 2월 17일 ~ 2006년 5월 13일

### 특이사항
- 1라운드 GROUP B 2경기에서 프로토 SIX를, 4경기서 플라즈마 FXT를 탄 정경우 선수 제외 선수 전원이 플라즈마 PXT를 이용한다.

### 변경된 점
- 시범경기, 리그 중 팀전 이벤트전이 추가
- 기존 188경기에서 161경기로 변경
- 결승전 야외에서 진행

### 경기장
- 결승전 : 서울랜드 삼천리 대극장

## 참가 선수
권두안, 권명성, 김경한, 김대겸, 김상기, 김선일, 김승철, 김영진, 김웅진, 김진용,  
김태호, 김형철, 김홍균, 나수원, 남재인, 박재홍, 박지윤, 서형원, 손창완, 오용환, 
이성광, 이재성, 임영노, 전성일, 정경우, 조경재, 조남곤, 조현준, 지수영, 최의영,
한창민, 홍은표

## 대회결과
- 우승 : 한창민
- 준우승 : 조현준
- 3위 : 김진용